# Солгутово
Солгуто́во (укр. Солгутове) — село в Гайворонской городской общине Голованевского района Кировоградской области Украины.
До 2020 года входило в Гайворонский район
Население по переписи 2024 года составляло 1205 человек. Почтовый индекс — 26320. Телефонный код — 5254. Код КОАТУУ — 3521184901.